# مورچه‌مرغ پشت‌نقطه‌ای
مورچه‌مرغ پشت‌نقطه‌ای (نام علمی: Hylophylax punctulatus)، گونه‌ای از پرندگان تیرهٔ مورچه‌مرغان (Thamnophilidae) است که در بولیوی، برزیل، کلمبیا، اکوادور، گویان فرانسه، پرو و ونزوئلا یافت می‌شود. زیستگاه طبیعی آن باتلاق‌های نیمه‌گرمسیری یا گرمسیری است.

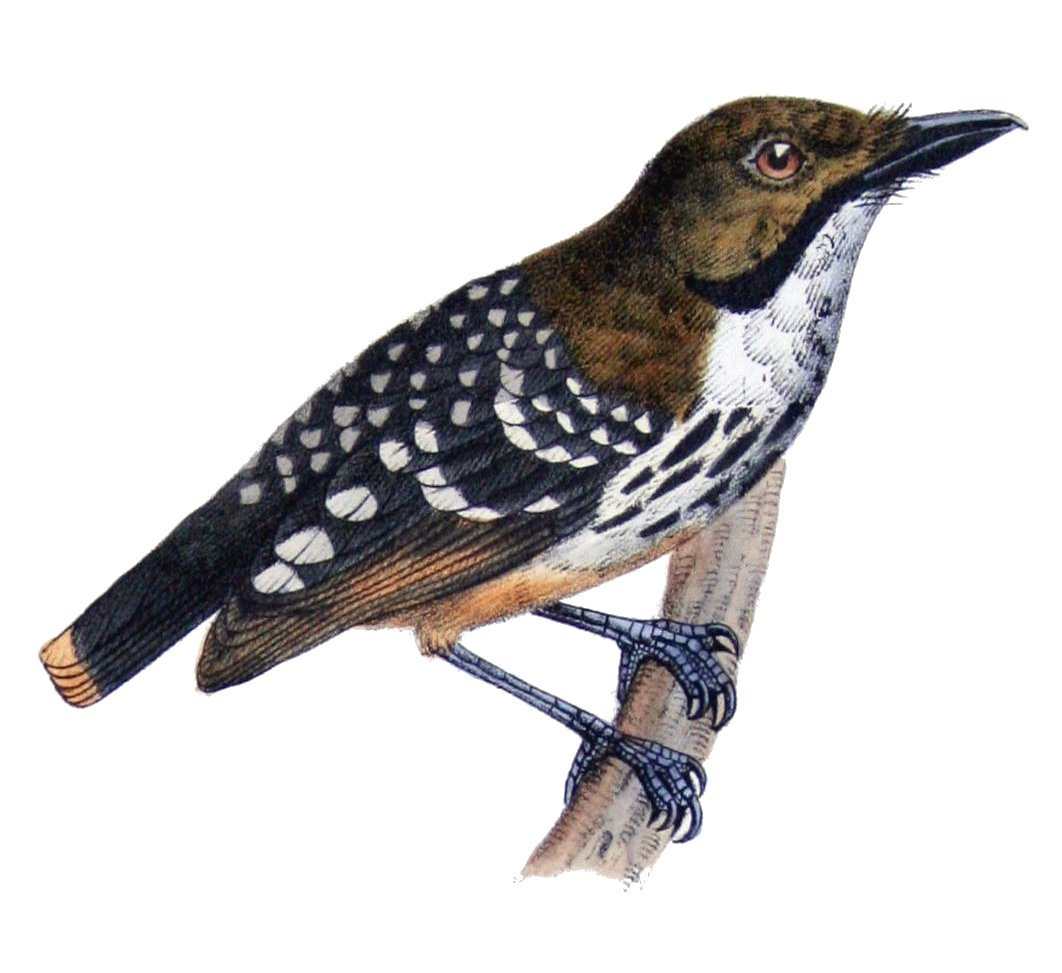
Hylophylax punctulatus Castelnau